# Ocrisiona parallelestriata
Ocrisiona parallelestriata là một loài nhện trong họ Salticidae.
Loài này thuộc chi Ocrisiona. Ocrisiona parallelestriata được Ludwig Carl Christian Koch miêu tả năm 1879.